# Rafał (Nigussé)
Rafał (imię świeckie Tekle Haimanot Nigussé, ur. 1969) – duchowny Etiopskiego Kościoła Ortodoksyjnego, od 2017 biskup Gambeli. Sakrę biskupią otrzymał 16 lipca 2017.